# Szyrie
Szyrie (amh. ሽሬ, trl. Shirē), znane również jako Ynda Syllasje (tigrinia: „Dom Trójcy”) – miasto w północnej Etiopii. Ośrodek Administracyjny Strefy Zachodniej (Mirabawi) Regionu Tigraj. Położone jest na wysokości 1953 m n.p.m. Jest również ośrodkiem administracyjnym ueredy Tahtaj Koraro. Według danych projekcyjnych z 2022 roku liczy 100 tys. mieszkańców. Ośrodek przemysłowy.